# De Telegraaf
De Telegraaf est un journal de presse néerlandaise fondé en 1893. Il s'agit du journal le plus important du pays, avec une diffusion de 393 537 exemplaires en 2017. De Telegraaf (« Le Télégraphe » en néerlandais) est établi à Amsterdam.
De Telegraaf appartient au Telegraaf Media Groep (nl), qui publie également le quotidien gratuit Metro (nl). Une filiale, Basismedia BV publiait le quotidien gratuit Sp!ts qui existait jusqu'en octobre 2014.
Son orientation politique se situe à la droite conservatrice.

## Ligne éditoriale
Ce quotidien national contient de nombreux articles consacrés au sport ou aux événements qui font sensation, et une ou plusieurs pages dont le contenu est fourni par le magazine people Privé. La couverture des informations financières est quant à elle effectuée de manière très sérieuse. Politiquement, le journal est plutôt conservateur. Ainsi de nombreux éditoriaux ont soutenu les opinions du défunt Pim Fortuyn assassiné pour ses opinions politiques[réf. nécessaire].

## Historique

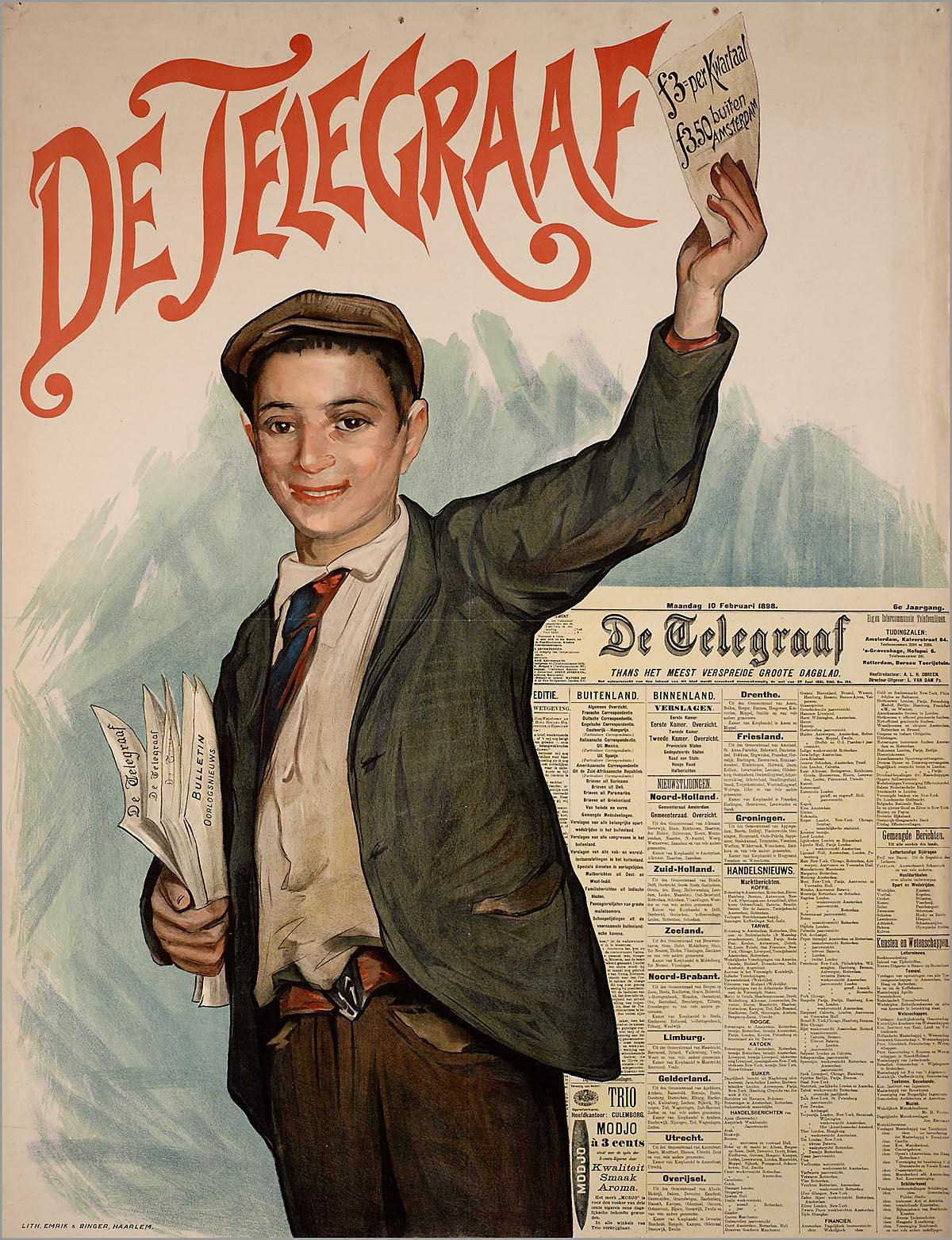
Une affiche publicitaire de 1898.

De Telegraaf a été fondé par Henry Tindal qui a lancé au même moment un autre journal, De Courant (La Gazette). Le premier numéro est sorti le 1er janvier 1893. À la mort de Tindak, le 31 janvier 1902, l'imprimeur Hak Holdert rachète avec le soutien des banquiers De Telegraaf et De Courant le 12 septembre 1902. Ce fut un investissement rentable, en particulier pour ce qui est du De Courant, puisque cela a permis à Holdert d'enchaîner de 1903 à 1923 les rachats de journaux, et d'en arrêter la publication. Holdert a ajouté le sous-titre Amsterdamsche Courant (« La Gazette d'Amsterdam ») au journal De Telegraaf, et Het Nieuws van den Dag (« Les Nouvelles du Jour ») au journal De Courant. 
En 1926, il lance la construction d'une nouvelle imprimerie au Nieuwezijds Voorburgwal à Amsterdam, sous la direction des architectes J.F. Staal et G.J. Langhout. La construction s'achève par l'occupation des locaux en 1930. Plus tard, en 1966, l'imprimerie sera assiégée par des ouvriers de chantier en colère, et par les sympathisants du mouvement Provo, à la suite d'une fausse information au sujet d'une victime qui n'aurait pas été tuée par la police mais par un autre travailleur lors d'une grève. En 1974, le De Telegraaf s'est déplacé à son adresse actuelle au Basisweg.
Pendant la Première Guerre mondiale, lorsque les Pays-Bas étaient officiellement neutres, les sympathies françaises de Holdert et son parti-pris pro-anglais ont été la source de quelques controverses autour du Telegraaf. Durant la Seconde Guerre mondiale,  les compagnies du Telegraaf ont publié des articles pro-allemands, ce qui a amené à une interdiction de publication du journal pour une durée de 30 ans[réf. nécessaire]. Cette condamnation a toutefois été levée en 1949, et De Telegraaf est à nouveau devenu le plus grand journal des Pays-Bas.
En 1998, De Courant/Nieuws van de Dag a cessé de paraître. 
Du 21 mars 2004 au 27 décembre 2009, il existait une édition dominicale du De Telegraaf. Cette édition n'était pas publié en grand format mais en format tabloïd. Le journal dominical a disparu à la fin de 2009 en raison des revenus de publicités et d'abonnements décevants.
Depuis avril 2014, De Telegraaf apparaît de nouveau le dimanche, mais seulement numériquement. L'impression et la livraison du journal du dimanche étaient alors trop élevés.
Depuis le 10 octobre 2014, le journal entier apparaît chaque jour au format tabloïd. De Telegraaf est le dernier journal aux Pays-Bas ayant utilisé le grand format.

### Attentat contre la rédaction
En 2018, le siège social de De Telegraaf est pris pour cible par des bandes criminelles de la Mocro Maffia à la suite d'un article révélant des noms importants sur le groupe de Ridouan Taghi. Une camionnette bélier a attaqué le siège social, cassant la vitre du bâtiment avant que le feu soit abouti au véhicule. Trois arrestations ont lieu dans les deux années qui suivent.

## Propriétaire

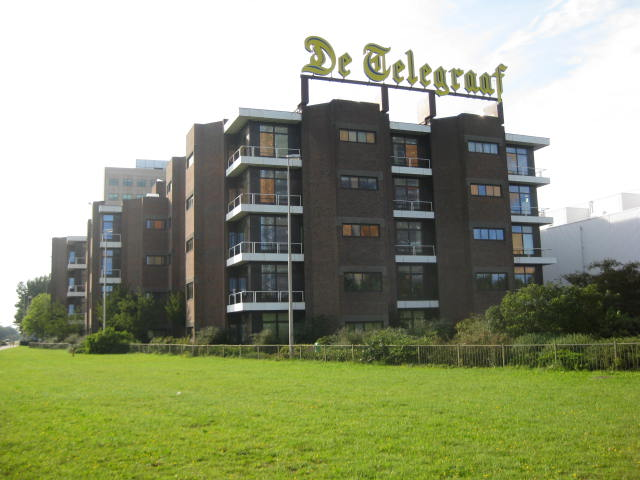
Le siège social à Amsterdam.

La société propriétaire du De Telegraaf est la Telegraaf Media Groep (nl) (anciennement N.V. Holdingmaatschappij De Telegraaf) elle-même propriété, minoritairement (30 %) de la famille Van Puijenbroek de Goirle. La société contrôle les journaux De Telegraaf et Sp!ts, mais possède également des participations dans la chaîne de télévision SBS6, le groupe de presse régionale Wegener et l'agence de presse néerlandaise ANP (28,4 % depuis 2001).
La Hollandse Dagbladcombinatie, ou HDC-Media, qui publie Noordhollands Dagblad, Haarlems Dagblad, Leidsch Dagblad, IJmuider Courant, et De Gooi- en Eemlander est une filiale à 100 % de la Holdingmaatschappij De Telegraaf.
Mediagroep Limburg, éditeur du Limburgs Dagblad et du Dagblad De Limburger, appartient également à De Telegraaf.